# Sian Proctor
Sian Proctor é uma professora de ciências, divulgadora científica e astronauta comercial. Ela foi selecionada como piloto da Inspiration4, que decolou em 16 de setembro de 2021. Ela é uma professora de geologia, sustentabilidade e planetologia no South Mountain Community College. Proctor trabalhou no primeiro HI-SEAS, um habitat financiado pela NASA para futuros voos tripulados à Marte. Ela também apareceu em três programas televisivos educacionais. Ela esteve na 2ª temporada do The Colony, exibida no Discovery Channel em 2010; também apareceu no segundo episódio da série Genius by Stephen Hawking em 2010; e atualmente ela aparece no show Strange Evidence. No dia 22 de julho de 2020, Dra. Proctor foi anunciada como uma das 15 finalistas da competição UAE Mars Shot.

## Inspiration4

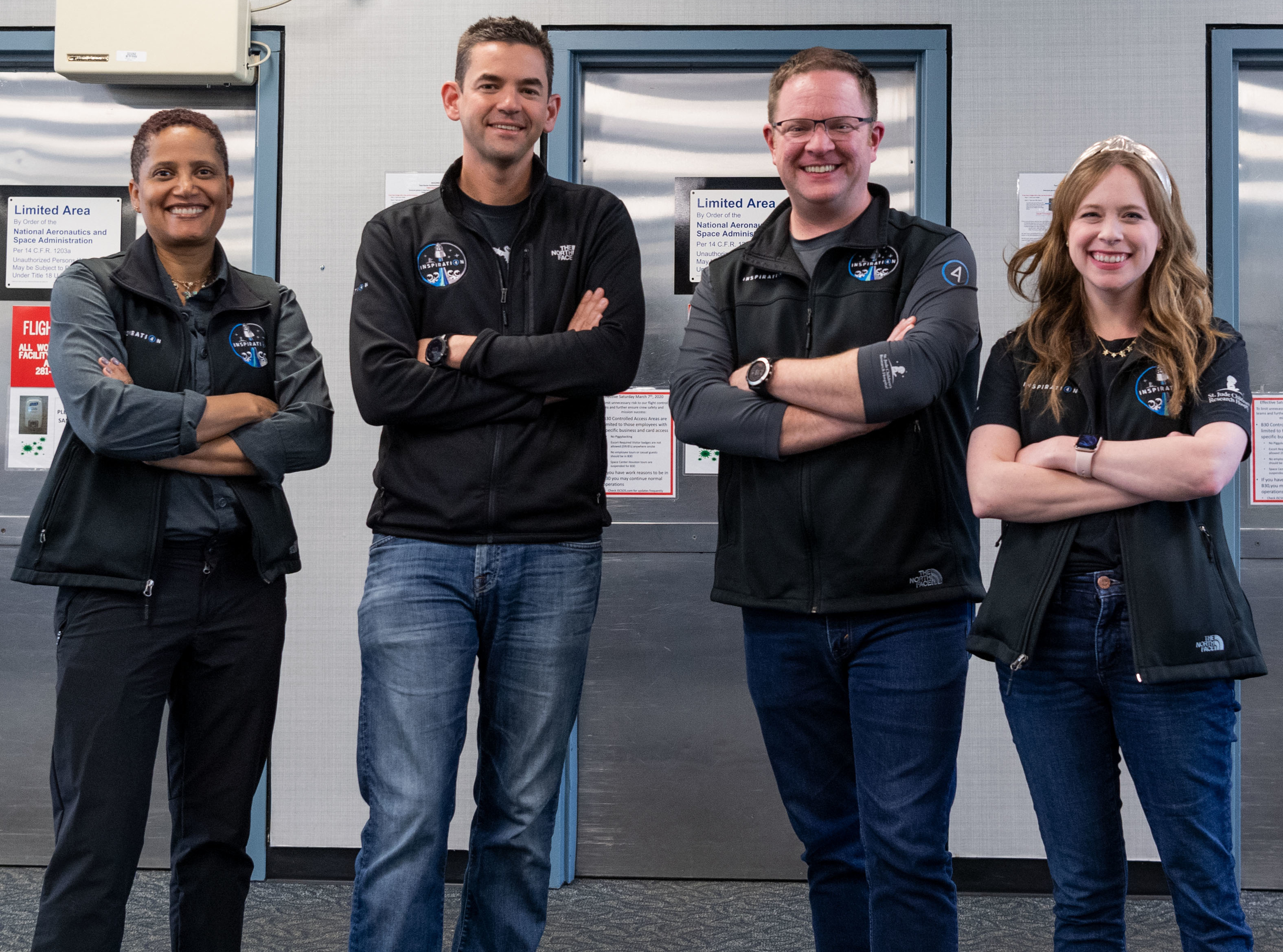
A equipe de inspiration4

Proctor foi selecionada como a piloto da missão Inspiration4, que decolou em 16 de setembro de 2021. Ela recebeu o assento "Prosperidade", como vencedora de uma competição de empreendorismo.